# ریوجی ماسودا
ریوجی ماسودا (انگلیسی: Ryuji Masuda؛ زادهٔ ۱۹۶۸ (۵۶–۵۷ سال)) کارگردان پویانمایی اهل ژاپن است.